# Gran Premi de França del 1976
Resultats del Gran Premi de França de Fórmula 1 de la temporada 1976, disputat al circuit de Paul Ricard el 4 de juliol del 1976.

## Resultats
| Pos | No | Pilot              | Equip                  | Voltes | Temps/ Retirada             | Pos. de sortida | Punts |
| --- | -- | ------------------ | ---------------------- | ------ | --------------------------- | --------------- | ----- |
| 1   | 11 | James Hunt         | McLaren - Ford         | 54     | 1h 40' 59. 4                | 1               | 9     |
| 2   | 4  | Patrick Depailler  | Tyrrell - Ford         | 54     | + 12.7 s                    | 3               | 6     |
| 3   | 28 | John Watson        | Penske - Ford          | 54     | + 23.55 s                   | 8               | 4     |
| 4   | 8  | Carlos Pace        | Brabham - Alfa Romeo   | 54     | + 24.82 s                   | 5               | 3     |
| 5   | 5  | Mario Andretti     | Lotus - Ford           | 54     | + 43.92 s                   | 7               | 2     |
| 6   | 3  | Jody Scheckter     | Tyrrell - Ford         | 54     | + 55.07 s                   | 9               | 1     |
| 7   | 34 | Hans Joachim Stuck | March - Ford           | 54     | + 1' 21.55 min.             | 17              |       |
| 8   | 16 | Tom Pryce          | Shadow - Ford          | 54     | + 1' 30.67 min.             | 16              |       |
| 9   | 35 | Arturo Merzario    | March - Ford           | 54     | + 1' 53.57 min.             | 20              |       |
| 10  | 20 | Jacky Ickx         | Wolf - Williams - Ford | 53     | + 1 Volta                   | 19              |       |
| 11  | 7  | Carlos Reutemann   | Brabham - Alfa Romeo   | 53     | + 1 Volta                   | 10              |       |
| 12  | 17 | Jean-Pierre Jarier | Shadow - Ford          | 53     | + 1 Volta                   | 15              |       |
| 13  | 21 | Michel Leclère     | Wolf - Williams - Ford | 53     | + 1 Volta                   | 22              |       |
| 14  | 26 | Jacques Laffite    | Ligier - Matra         | 53     | + 1 Volta                   | 13              |       |
| 15  | 12 | Jochen Mass        | McLaren - Ford         | 53     | + 1 Volta                   | 14              |       |
| 16  | 18 | Brett Lunger       | Surtees - Ford         | 53     | + 1 Volta                   | 23              |       |
| 17  | 25 | Guy Edwards        | Hesketh - Ford         | 53     | + 1 Volta                   | 25              |       |
| 18  | 22 | Patrick Neve       | Ensign - Ford          | 53     | + 1 Volta                   | 26              |       |
| 19  | 10 | Ronnie Peterson    | March - Ford           | 51     | Problem. amb el combustible | 6               |       |
| Ret | 19 | Alan Jones         | Surtees - Ford         | 44     | Suspensions                 | 18              |       |
| Ret | 9  | Vittorio Brambilla | March - Ford           | 28     | Pressió de l'oli            | 11              |       |
| Ret | 30 | Emerson Fittipaldi | Fittipaldi - Ford      | 21     | Pressió de l'oli            | 21              |       |
| Ret | 38 | Henri Pescarolo    | Surtees - Ford         | 19     | Suspensions                 | 24              |       |
| Ret | 2  | Clay Regazzoni     | Ferrari                | 17     | Motor                       | 4               |       |
| Ret | 1  | Niki Lauda         | Ferrari                | 8      | Motor                       | 2               |       |
| Ret | 6  | Gunnar Nilsson     | Lotus - Ford           | 8      | Caixa canvi                 | 12              |       |
| Ret | 24 | Harald Ertl        | Hesketh - Ford         | 4      | Diferencial                 | 29              |       |
| NVQ | 33 | Damien Magee       | Brabham - Ford         |        |                             |                 |       |
| NVQ | 31 | Ingo Hoffman       | Fittipaldi - Ford      |        |                             |                 |       |
| NVQ | 32 | Loris Kessel       | Brabham - Ford         |        |                             |                 |       |

## Altres
- Pole: James Hunt 1' 47. 89

- Volta ràpida: Niki Lauda 1' 51. 00 (a la volta 4)